# Herlev
Herlev är kommunhuvudort i Herlevs kommun. Den ligger i Region Hovedstaden nordväst om Köpenhamn.
Herlev har en järnvägsstation på Frederikssundbanen mellan Köpenhamn och Frederikssund.